# 阿宝的故事
《阿宝的故事》是一部2006年的賀歲电影，由于敏执导，由聶遠、劉濤、李晴等人主演，刘亦菲、黄晓明等人友情客串。內容是描述名叫阿宝的狗和另一隻名叫嘉嘉的狗之間的愛情故事。